# Steven van der Sloot
Steven Ako van der Sloot (* 6. Juli 2002 in Limbe) ist ein niederländisch-kamerunischer Fußballspieler. Der Rechtsverteidiger steht bei ADO Den Haag unter Vertrag.

## Karriere

### Verein
Van der Sloot begann seine fußballerische Ausbildung bei den Amateurvereinen Quick Steps und der VV Haaglandia. 2012 wechselte er zu ADO Den Haag und drei Jahre später in die Jugendakademie von Feyenoord Rotterdam. 2017/18 sammelte er erste Erfahrungen für die B-Junioren der Rotterdamer. Auch in der Folgesaison war er grundsätzlich für die U17 aktiv, stand jedoch auch einmal bei den A-Junioren im Spieltagskader. Im Sommer 2019 wechselte er in die Jugendakademie von Ajax Amsterdam. 2019/20 war er bereits Stammspieler in der A-Junioren-Eredivisie und spielte außerdem sechsmal in der Youth League. Zur Saison 2020/21 unterschrieb er seinen ersten Profivertrag bei Jong Ajax, der zweiten Mannschaft von Ajax Amsterdam. Sein Debüt in der zweiten niederländischen Liga, Eerste Divisie, machte er am 30. August 2020 (1. Spieltag) gegen Roda JC Kerkrade, als er in der Startelf stand. In der Saison war er jedoch kein Stammspieler und stand kaum im Kader der Zweitmannschaft.
Zur Saison 2022/23 wechselte van der Sloot zur zweiten Mannschaft des FC Schalke 04. Dort kam der Rechtsverteidiger in seinem ersten Jahr auf 19 Einsätze (16-mal in der Startelf) in der viertklassigen Regionalliga West, in denen er 2 Tore erzielte. Im März 2023 absolvierte er unter Thomas Reis zudem erstmals ein Testspiel mit der Profimannschaft, die in der Bundesliga spielte. Auch zum Beginn der Saison 2023/24 verblieb van der Sloot bei der zweiten Mannschaft, bei der er sich zum unumstrittenen Stammspieler entwickelte. Nach 16 Regionalligaeinsätzen (alle in der Startelf) stand er Anfang Dezember 2023 unter Karel Geraerts zum ersten Mal bei einem Pflichtspiel der Profis, die in die 2. Bundesliga abgestiegen waren, im Spieltagskader.
Am 7. April 2024 debütierte er erstmals in einem Zweitligaspiel für die Profimannschaft des S04 gegen Hannover 96, als er in der 84. Minute für Cédric Brunner eingewechselt wurde. Es folgte sechs weiter Einsätze im deutschen Unterhaus. 
Zur Saison 2024/25 zog es ihn zurück in seine niederländische Heimat, zu ADO Den Haag in die zweite niederländische Liga.

### Nationalmannschaft
Van der Sloot spielte bislang für mehrere Juniorenauswahlen der Niederlande. Mit der U17 gewann er die U17-EM 2019 gegen Italien im Finale.

## Titel
- U17-Europameister: 2019